# 东北锦鸡儿
东北锦鸡儿（学名：Caragana manshurica）为豆科锦鸡儿属下的一个种。